# Noces (film)
Pour les articles homonymes, voir Les Noces et Noce.
Pour plus de détails, voir Fiche technique et Distribution.
Noces est un film dramatique belgo-luxembourgo-franco-pakistanais réalisé par Stephan Streker et sorti en 2016.
La base est le meurtre d'honneur de Sadia Sheikh.

## Synopsis
Zahira Kazim, belgo-pakistanaise de dix-huit ans, est très proche de chacun des membres de sa famille jusqu’au jour où on lui impose un mariage traditionnel. Ecartelée entre les exigences de ses parents, son mode de vie occidental et ses aspirations de liberté, la jeune fille compte sur l’aide de son grand frère et confident, Amir.

## Fiche technique
- Titre : Noces
- Réalisation : Stephan Streker
- Scénario : Stephan Streker
- Montage : Jérôme Guiot et Mathilde Muyard
- Photographie : Grimm Vandekerckhove
- Producteur : Michaël Goldberg et Boris van Gils
  - Coproducteur : Élise André, Meher Jaffri, Tomas Leyers et Donato Rotunno
  - Producteur associé : Philippe Logie
- Production : Daylight Films
  - Coproduction : Formosa Productions Inc., Tarantula Luxembourg, Minds Meet et Bodhicitta Works
- Distribution : Jour2fête, K-Films Amérique (Québec)
- Pays :  Belgique,  Luxembourg,  Pakistan,  France
- Durée : 98 minutes
- Dates de sortie :
  -  France : 24 août 2016 (Festival du film francophone d'Angoulême)
  -  Canada : 8 septembre 2016 (Festival international du film de Toronto)
  -  Italie : 19 octobre 2016 (Festival du film de Rome)
  -  France : 22 février 2017
  -  Belgique : 8 mars 2017
  -  Québec : 31 mars 2017[2]

## Distribution
- Lina El Arabi : Zahira Kazim
- Sébastien Houbani : Amir Kazim
- Babak Karimi : Mansoor Kazim
- Neena Kulkarni (en) : Yelda Kazim
- Olivier Gourmet : André
- Alice de Lencquesaing : Aurore
- Zacharie Chasseriaud : Pierre
- Aurora Marion : Hina Kazim
- Rania Mellouli : Amara Kazim
- Harmandeep Palminder : Adnan
- Sandor Funtek : Frank

## Production

### Tournage
Lieux de tournage :
- Esch-sur-Alzette (Grand-Duché de Luxembourg)
- Luxembourg

## Distinctions

### Nominations
- Nomination pour le César du meilleur film étranger à la 43e cérémonie des César.